# Marcha en Washington por el trabajo y la libertad

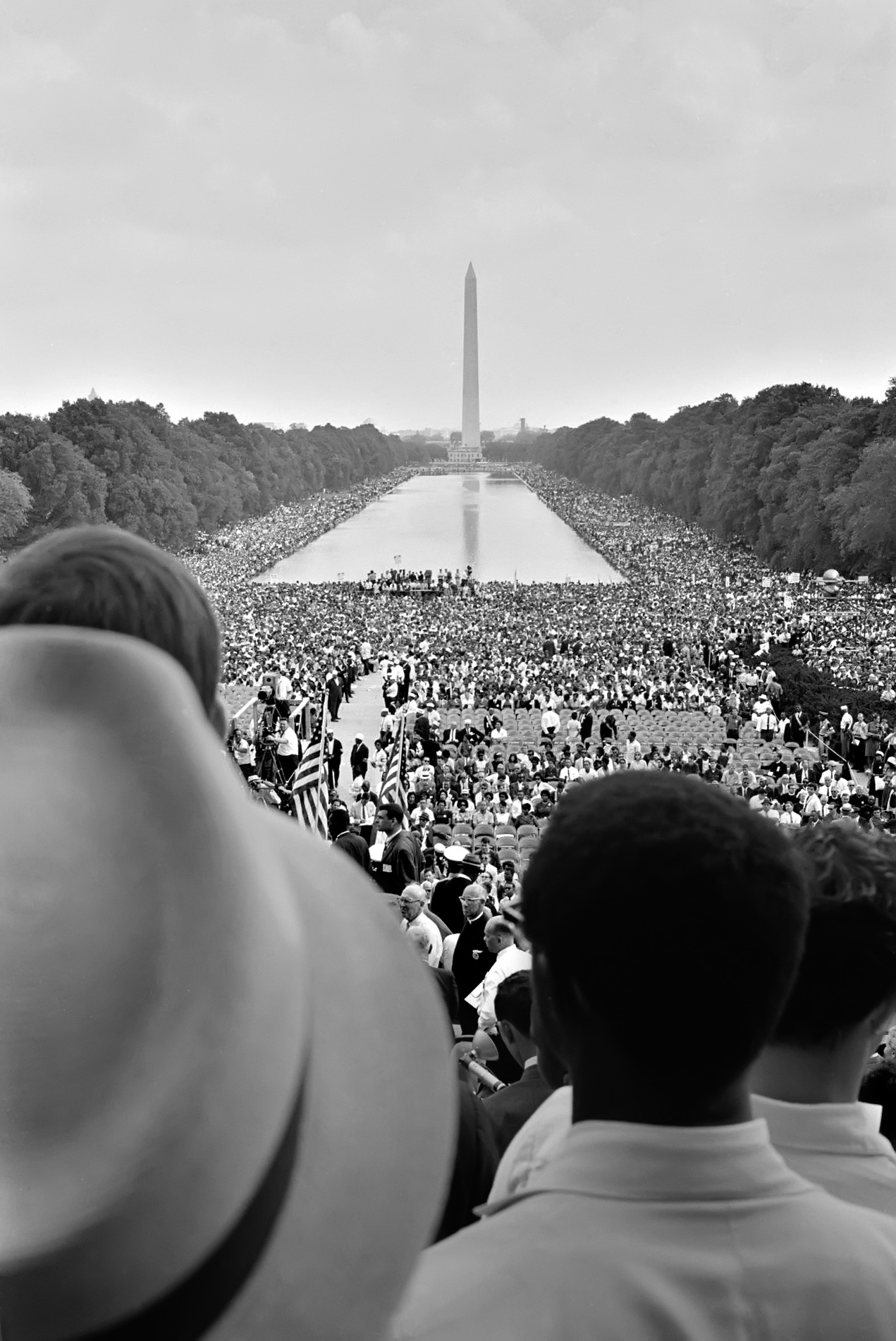
Marcha sobre Washington por el trabajo y la libertad.

La Marcha sobre Washington por el trabajo y la libertad fue una gran manifestación que tuvo lugar en Washington D. C. el 28 de agosto de 1963. Martin Luther King Jr. pronunció su histórico discurso "Yo tengo un sueño" defendiendo la armonía racial en el Monumento a Lincoln durante la marcha.
La marcha fue organizada por un grupo de organizaciones sindicales, religiosas y de derechos civiles, bajo el lema "empleo, justicia y paz". Las estimaciones del número de participantes variaron entre 200.000 y más de 300.000. Alrededor del 80% de los manifestantes eran afroamericanos y un 20% blancos y de otros grupos étnicos.
La marcha ayudó a la aprobación de la Ley de los Derechos Civiles (1964) y la Ley del Derecho al Voto (1965).

## Organización

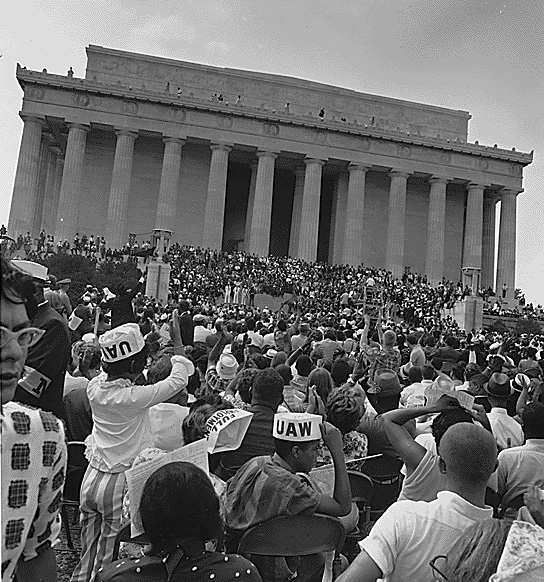
Marcha sobre Washington en el Monumento a Lincoln.

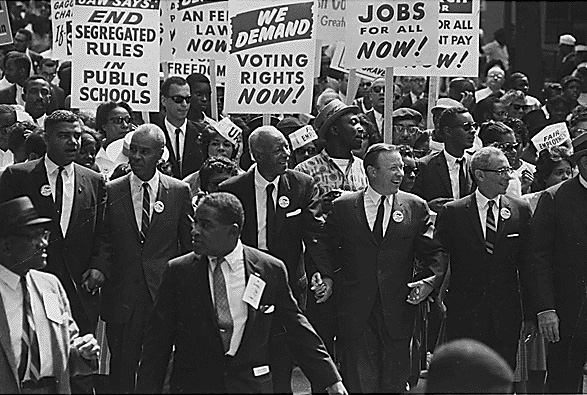
Líderes de los derechos civiles marchan del Monumento a Washington al Monumento a Lincoln.

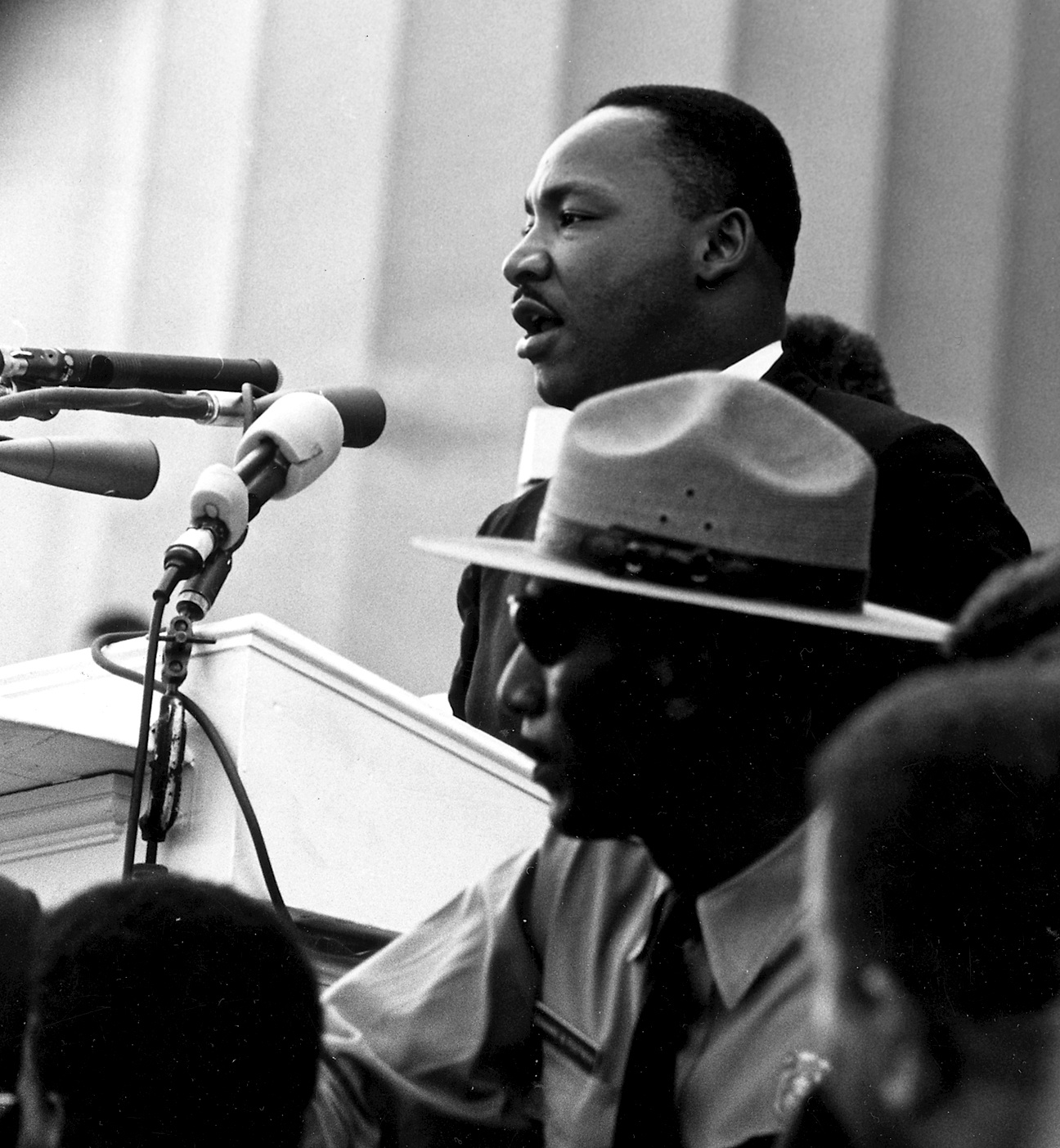
Martin Luther King dando el discurso "Yo tengo un sueño".

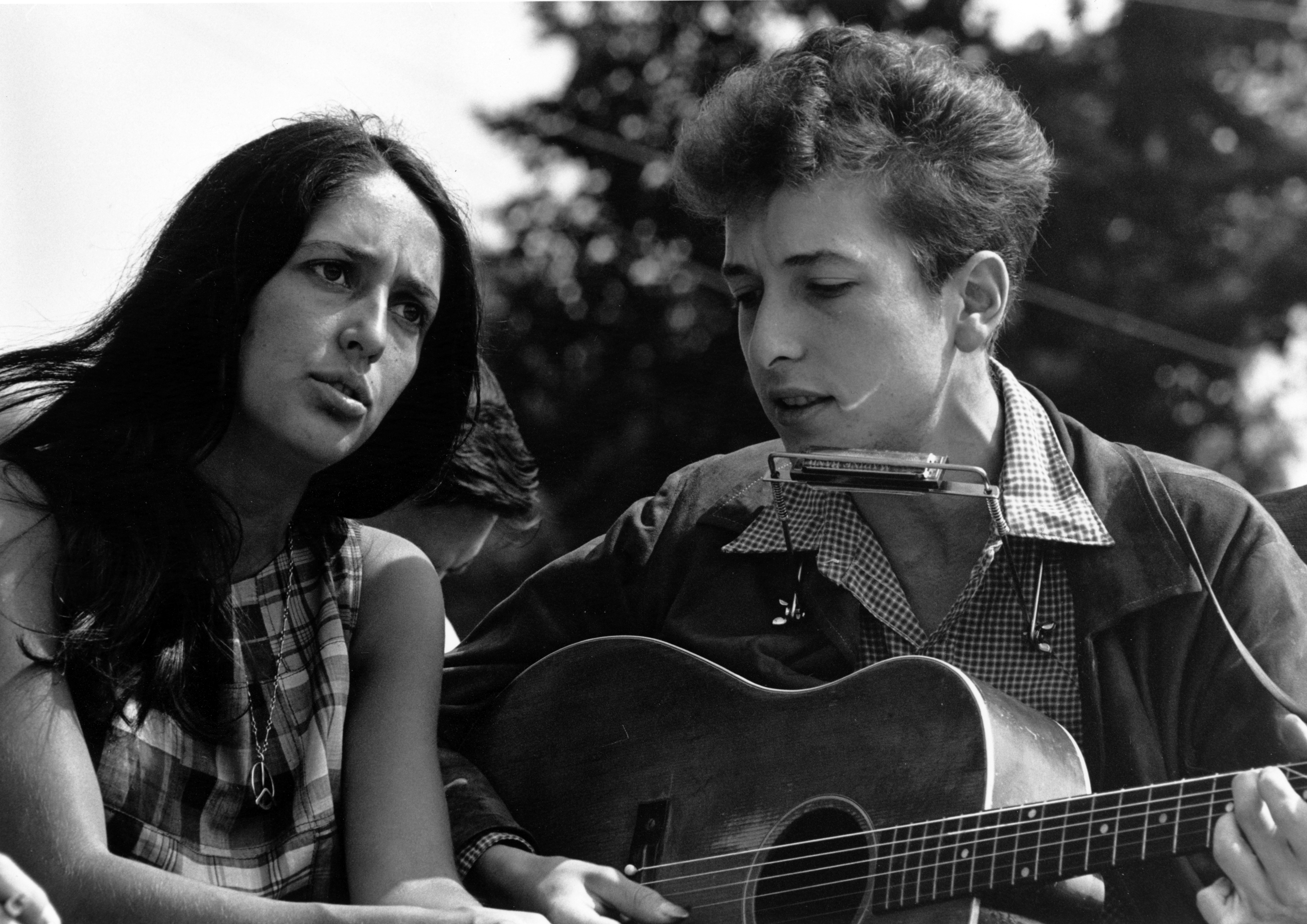
Bob Dylan en una actuación musical con Joan Báez.

La marcha fue iniciada por A. Philip Randolph (presidente internacional Hermandad de los Conserjes de Coches Cama, presidente del Negro American Labor Council y vicepresidente del AFL-CIO), quien planeó una marcha similar en 1941. La amenaza de la marcha anterior había convencido al Presidente Franklin D. Roosevelt para establecer el Committee on Fair Employment Practice, ley federal que prohibía el racismo en el complejo industrial-militar nacional.
La marcha de 1963 fue organizada por A. Philip Randolph, James Farmer (presidente del Congreso de Igualdad Racial), John Lewis (presidente del Comité Coordinador Estudiantil No Violento), Martin Luther King (presidente de la Conferencia Sur de Liderazgo Cristiano), Roy Wilkins (presidente de la Asociación Nacional para el Progreso de las Personas de Color) y Whitney Young (presidente de la National Urban League). Bayard Rustin, un veterano de los derechos civiles y organizador de la Jornada de la Reconciliación de 1947, administró los detalles de la marcha.
La marcha no fue universalmente apoyada entre los afroamericanos. Algunos activistas de los derechos civiles estaban preocupados de que la marcha se pudiera volver violenta, lo que podría minar la legislación pendiente y dañar la imagen internacional del movimiento. La marcha fue condenada por Malcolm X, portavoz de la Nación del Islam, que la calificó como la "farsa de Washington".
Los propios organizadores de la marcha discreparon sobre los propósitos de la misma. La NAACP y la Urban League lo vieron como un gesto de apoyo a un proyecto de derechos civiles que había sido introducido por la Administración Kennedy. Randolph, King y la Conferencia Sur de Liderazgo Cristiano lo vieron como una manera de alzar los temas económicos y de derechos civiles a la atención nacional más allá del proyecto de los Kennedy. El Comité Coordinador Estudiantil No Violento y el Congreso de Igualdad Racial lo consideraron como una forma de desafiar y condenar la pasividad y la falta de apoyo de la Administración Kennedy hacia los derechos civiles de los afroamericanos.

## Oradores
Los oradores fueron todos los líderes de los derechos civiles del llamado "Big Six"; católicos, protestantes y líderes religioso judíos; y el dirigente sindical Walter Reuther. La única oradora femenina fue Joséphine Baker. El discurso de James Farmer, encarcelado en Luisiana por entonces, fue leído por Floyd McKissick.

## La marcha
El 28 de agosto, más de 2.000 autobuses, 21 trenes especiales, 10 aviones fletados e incontables vehículos se reunieron en Washington. La marcha no se pudo iniciar a tiempo debido a que sus líderes se reunieron con miembros del Congreso. Para sorpresa de los líderes, el grupo comenzó la marcha desde el Monumento a Washington hasta el Monumento a Lincoln sin ellos.
Los representantes de cada una de las organizaciones patrocinadoras se dirigieron a la multitud desde el estrado. Floyd McKissick leyó el discurso de James Farmer debido a que este había sido arrestado durante una protesta en Luisiana; Farmer había escrito que las protestas no debían parar "hasta que los perros dejen de mordernos en el Sur y las ratas dejen de mordernos en el Norte".
El cantante Bob Dylan interpretó varias canciones como "Only a Pawn in Their Game", tema que habla del asesinato del activista de los derechos civiles Medgar Evers en junio de 1963 y sobre el racismo arraigado en el sistema judicial de Misisipi y en toda la sociedad en el sur de los Estados Unidos que, durante muchos años, permitió al asesino de Evers continuar en libertad. También cantó "When the Ship Comes In", acompañado de la cantante de folk Joan Báez.
El trío Peter, Paul and Mary interpretó la canción If I Had a Hammer.
Además acudieron una gran cantidad de celebridades tales como Sidney Poitier, Charlton Heston, Marlon Brando, Paul Newman, Burt Lancaster, Harry Belafonte, Sammy Davis Jr, Rita Moreno o James Garner.